# 威利斯顿盆地
威利斯顿盆地（英語：Williston Basin）是北美洲内陆一个大型沉积盆地，位于美国蒙大拿州东部，北达科他州和南达科他州西部，加拿大萨斯喀彻温省南部，落基山脉东麓。盆地内有面积约11万平方千米的巨厚沉积层。该地区在中奥陶纪时期（距今约4.72亿至4.62亿年）开始坳陷，在之后的4亿年里的不同时期被上升的海洋淹没，从而导致有海洋沉积物在盆地内逐渐积累。富有石油和天然气资源。石油产自盆地深部的石灰岩，天然气则采自最上部砂层。石油在盆地中的聚集主要是由于落基山脉在形成时期发生岩层的褶皱和断裂作用形成了构造圈闭。